# Litvailló
Litvailló (szlovákul Lietavská Lúčka, 1910-ig Illove) község Szlovákiában, a Zsolnai kerületben, a Zsolnai járásban. Litvailló és Litvamező települések egyesítésével jött létre.

## Fekvése
Zsolnától 4 km-re délre fekszik.

## Története

### Litvamező
Litvamezőt 1393-ban „Luchka” alakban említik először. A későbbiekben 1474-ben „Lwchka”, 1598-ban „Luczka” alakban szerepel az írott forrásokban. Litva várának uradalmához tartozott. 1598-ban 38 házában 41 család és 244 lakos élt.
A 18. század végén Vályi András így ír róla: „Lucska Lietava. Elegyes tót falu Trentsén Várm. földes Urai több Uraságok, lakosai katolikusok, fekszik Lietava hajdani nevezetes Vár alatt, ’s a’ birtokos Uraknak épűleteik által jelesíttetik, földgye termékeny, legelője, erdeje is van.”
1828-ban 29 háza és 327 lakosa volt. Lakói mezőgazdasággal, gyümölcstermesztéssel, méhészettel foglalkoztak.
Fényes Elek 1851-ben kiadott geográfiai szótárában így ír a faluról: „Lucska (Lieteva), tót falu, Trencsén vmegyében, 295 kath., 4 evang., 3 zsidó lak. A lietavai uradalom birja. Ut. p. Trencsén.”
Cementgyára 1901-től működik. 1907-ben egyesült Litvaillóval.

### Litvailló
Litvailló 1439-től szerepel a forrásokban. Sztrecsény várának uradalmához tartozott. 1598-ban hat ház állt a faluban. 1720-ban négy adózó portája volt. 1784-ben 18 házában ugyanennyi családban 149 lakosa élt.
A 18. század végén Vályi András így ír róla: „ILLOVE. Tót falu Trentsén Várm. földes Ura H. Eszterházy Uraság, lakosai katolikusok, fekszik Porubka mellett, legelője, fája van, piatzozása is.”
1828-ban 17 háza és 165 lakosa volt.
Fényes Elek 1851-ben kiadott geográfiai szótárában így ír a faluról: „Illove, tót falu, Trencsén vmegyében, ut. p. Zsolnához délre 1 1/2 órányira, egy patak mellett. Van 170 kath., 3 evang., 2 zsidó lak. F. u. h. Eszterházy.”
Litvaillót és Litvamezőt 1907-ben egyesítették. A trianoni békéig Trencsén vármegye Zsolnai járásához tartozott.
Cementgyárában 1920-ban és 1924-ben hatalmas sztrájkok voltak. A településen hagyományosan erős a munkásmozgalom. A kommunista párt helyi szervezete 1926-ban alakult. Munkásai 1940-től részt vettek az antifasiszta ellenállásban, közülük sokan csatlakoztak a szlovák nemzeti felkeléshez. Később Zsolnához csatolták, ma újra önálló község.

## Népessége
| Év:            | 1994. | 2004.   | 2014.   | 2024.   |
| -------------- | ----- | ------- | ------- | ------- |
| Emberek száma: | 1791  | 1769    | 1774    | 1873    |
| Eltérés:       |       | -1,22 % | +0,28 % | +5,58 % |

| Év:            | 2023. | 2024.   |
| -------------- | ----- | ------- |
| Emberek száma: | 1874  | 1873    |
| Eltérés:       |       | -0,05 % |

1910-ben 756, többségben szlovák anyanyelvű lakosa volt, jelentős magyar kisebbséggel.
2001-ben 1801 lakosából 1788 szlovák volt.
2011-ben 1735 lakosából 1704 szlovák volt.

## Külső hivatkozások
- Községinfó
- Litvailló Szlovákia térképén
- E-obce.sk[halott link]